# Xã Liberty, Quận Woodson, Kansas
Xã Liberty (tiếng Anh: Liberty Township) là một xã thuộc quận Woodson, tiểu bang Kansas, Hoa Kỳ. Năm 2010, dân số của xã này là 176 người.